# دون إد هاردي
دون إد هاردي (بالإنجليزية: Don Ed Hardy)‏ هو فنان وشموم ‏ أمريكي، ولد في 1945 في لاغونا بيتش في الولايات المتحدة.

## وصلات خارجية
- الموقع الرسمي